# 538 Friederike
538 Friederike eller 1904 OK är en asteroid i huvudbältet, som upptäcktes 18 juli 1904 av den tyske astronomen Paul Götz i Heidelberg. Den fick sitt namn efter en vän till upptäckare.
Asteroiden har en diameter på ungefär 70 kilometer och den tillhör asteroidgruppen Hygiea.